# Johannes Tidemand-Dal
Christen Johannes Tidemand-Dal (født Tidemand Christensen og navneskifte til Christensen-Dal i 1901) (13. marts 1882, København - 9. februar 1961, Næstved) var en dansk arkitekt, der primært var aktiv i og omkring Næstved, hvor et meget stort antal af hans bygninger i dag præger bybilledet. Hans bygninger var hovedsageligt i nyklassicistisk stil.

## Uddannelse
Tidemand-Dal var søn af cand.mag., senere professor, dr.phil. ved Landbohøjskolen Odin Tidemand Christensen og Marie Cathinca Balle. Han blev student fra Schneekloths Skole i 1899 og kom herefter i lære som murer. Han gik på Det tekniske Selskabs Skole for at blive optaget på Kunstakademiet i København i 1901. I 1902 fik han afgang fra Det tekniske Selskabs Skole, og i 1903 fik han afgang som sekondløjtnant fra Ingeniørregimentets sekondløjtnantskole.
Han nåede at arbejde for Anton Rosen, Valdemar Schmidt, Carl Brummer og Gotfred Tvede under sit studie. Han besøgte også Italien, Frankrig og Belgien på studieture i 1907.

## Praksis og stil
Da han blev færdiguddannet, oprettede han tegnestue i Næstved i 1910. Han startede med at tegne i historicistisk stil, men kom senere over i nyklassicisme.
Han tegnede bl.a. Skt. Elisabeths Hospital, Hotel Garvergården, Sjølundtårnet (vandtårn), en bolig til politimesteren og flere villaer i Næstved. I 1926-27 var han med til at restaurere Helligåndshuset, der stammer fra 1400-tallet. I årene 1926-30 var han ligeledes med til at restaurere Kompagnihuset, som blev grundlagt i 1493, i samarbejde med den kongelige bygningsinspektør Kristoffer Varming. På trods af at være lokaliseret i Næstved har han også tegnet flere huse på Møn og særligt i Stege. I 1922 tegnede han Glumsø Bio der blev opført i 1923 i en lidt anden stil.
Tidemand-Dal var med til at udvikle Bedre Byggeskik, der snart blev udbredt i hele Danmark. I sin senere tid begyndte han også at tegne bygninger i funktionalisme.

## Tillidshverv
Han nåede at få adskillige bestyrelses- og tillidsposter i sin tid. I 1914 var medstifter af Turistforeningen i Næstved. Han forblev medlem af bestyrelsen frem til sin død i 1961. I 1950 blev han formand for Historisk Samfund for Præstø Amt (medlem af bestyrelsen siden 1918). Denne post bestred han frem til sin død. Han var formand for både Dansk Ligbrændingsforening på Sydsjælland (fra 1938, bestyrelsesmedlem fra 1933), Museumsforeningen i Næstved (medlem af bestyrelsen siden 1917), Teknisk Skole og Industriforeningen (fra 1934 til 1943).
 Desuden var han formand for for Næstved tekniske Skole 1941-43 (bestyrelsesmedlem siden 1934) og formand for Sydsjællands Pionerforening 1922-48.
Han var tillige medlem af bestyrelsen for Akademisk Arkitektforenings sektion for Østifterne fra 1935, af foreningens nævn for optagelse 1934-56, og af foreningens retsudvalg 1937, medlem af af repræsentantskabet for Dansk Ligbrændingsforening fra 1954 og medlem af de fleste landvæsenskommissioner vedr. vandindvindingsret for byerne i Sydsjælland, Møn og Lolland-Falster fra 1927.

## Arkivalia
På Næstved Museum har men registreret Tidemand-Dals tegninger, og opbevarer ligeledes langt størstedelen af dem.

## Værker
Tidemand-Dal tegnede mange markante bygninger i Næstved samt private villaer og var også med til restaureringer af flere eksisterende bygninger.
- Indre Vordingborgvej 5 (1911)
- Kalbyrisvej 16 (villa, 1911)
- Peder Bodilsvej 21 (villa, 1911)
- Peder Syvsvej 20 (villa, 1911/14)
- Gallemarksvej 22 (villa, 1911/14)
- Ringstedgade 38-40 (1912)
- Jernbanegade 19 (1912)
- Hjultorv 7 (1912)
- Ringstedgade 42 (villa, 1912, ombygget)
- Ågade 9 (villa, 1915)
- Ringstedgade 17 (1916)
- Alderdomshjem (1916, 1930 og 1956)[19]
- Sandagerhus (villa, 1918)
- Axeltorv 8 (1919)
- Skomagerrækken 3, Politistation (1919), dommerkontor (1937)
- Sct. Elisabeths Hospital (1923 og 1935, ombygget)
- Vor Frue Kirke i Næstved (1926)
- Kählersbakken 3 (villa, 1926)
- Restaurering af Helligåndshuset (1926-27)

- Vor Frelsers Kirke i Assens (1926-27)
- Restaurering af Kompagnihuset (1926-30)
- Farimagsvej 22 (1926 og 1939)
- Kählersbakken 4 (villa, 1927)
- Jørgen Jensens Vej 13 (villa, 1927)
- Hotel Garvergården (1930)
- Østergade 29 (1931)
- Ndr. Farimagsvej 12, (1931-33)
- Hvedevænget 17-35, (1932-34)
- Kapel i Næstved, (1933)
- Ringstedgade 73 (1933, nedrevet)
- Præstøvej 72 (villa, 1933)
- Præstøvej 74 (villa, 1933)
- Skovvænget 8 (villa, 1934)
- Vor Frue Kirke i Vordingborg (1934)
- Brandtsgade 21 (villa, 1935)
- Ringstedgade 4 (1936)
- Vestre Kaj 8 (1938)

- Restaurering af Næstved Arresthus (1937)
- Vestre Kaj 12 (1938, nedrevet)
- Skyttemarksvej 13 (1939)
- Vor Frue Skole (1939)
- Kindhestegade 3 (1939)
- Glentevej 1 (villa til politimesteren, 1939)
- Kildemarksskolen (1942)
- Kildegården (1942)
- Lindebjergskolen (1942)
- Restaurering af Oberst Schwanes Gård (Kirkestræde 3/ Kirkepladsen 3) (1945)
- Brandtsgade 24, (1946)
- Bakkegården (1951)

## Hæder
- 1906-07 K.A. Larssens og Hustru L.M. Larssens født Thodbergs Legat[5]
- 1912 C.F. Hansens Opmuntringspræmie[5]